# Personenzug
Der Personenzug, abgekürzt P, Pz oder inoffiziell auch P-Zug, ist eine Zuggattung der Eisenbahn, die in der Regel alle Bahnstationen bedient. In den meisten Ländern Europas wurde der Begriff mittlerweile durch andere Bezeichnungen abgelöst. In Deutschland werden vergleichbare Züge heute als Regionalbahn (RB), in Österreich als Regionalzug (R) und in der Schweiz als Regio (R) bezeichnet. Eine Variante stellte der Personenzug mit Güterbeförderung (PmG) dar. Pendant ist der Güterzug, der ausschließlich der Beförderung von Frachtgut dient. Mit Triebwagen geführte Personenzüge wurden in Deutschland früher als Zuggattung Personentriebwagen bezeichnet, abgekürzt Pt. Entsprechende Untergattungen waren der Personenzug für Berufsverkehr (Pb) sowie der Personentriebwagen für Berufsverkehr (Ptb).

## Geschichte
In Abgrenzung von Güter- und Dienstzügen ist Personenzug

„im weiteren Sinne die allgemeine Bezeichnung für alle Züge, die zum Zweck der Personenbeförderung eingelegt sind, also Schnell- und Eilzüge einbegriffen“

Dies war die ursprüngliche Bedeutung des Begriffs. Unterschiedliche Reisebedürfnisse im Nah- und Fernverkehr führten im 19. Jahrhundert zur Einführung beschleunigter Züge. Damit entstanden verschiedene Zuggattungen, die unterschieden werden mussten. Der „normale“ Zug, der so gut wie an jeden Bahnhof hält, wurde dabei lange Zeit nicht speziell benannt, und hieß deshalb wie der Oberbegriff Personenzug. Ein Personenzug im engeren Sinn war demnach die:

„Bezeichnung für einen an allen oder an der Mehrzahl der Stationen haltenden Zug mit allen oder wenigstens mit den unteren Wagenklassen im Gegensatz zu dem größere Strecken ohne Halt durchfahrenden Eil- oder Schnellzug“

Röll verweist auf die früher übliche Bezeichnung Omnibuszug.
Auf vielen kürzeren Strecken – meist Nebenbahnen – waren alle für die Personenbeförderung vorgesehenen Züge Personenzüge. Verschiedene Zuggattungen gab es in der Regel nur auf längeren Strecken, oft Hauptbahnen.
Mit dem Aufkommen von Begriffen wie Nahverkehrszug oder Regionalzug fiel Ende des 20. Jahrhunderts die Doppelbedeutung weg. Der Begriff Personenzug wird heute im deutschen Sprachraum meist nicht mehr für eine bestimmte Zuggattung verwendet, sondern eher wieder im ursprünglichen Sinn als Oberbegriff für alle Reisezüge.

## Personenzug nach Ländern

### Deutschland

#### Allgemeines

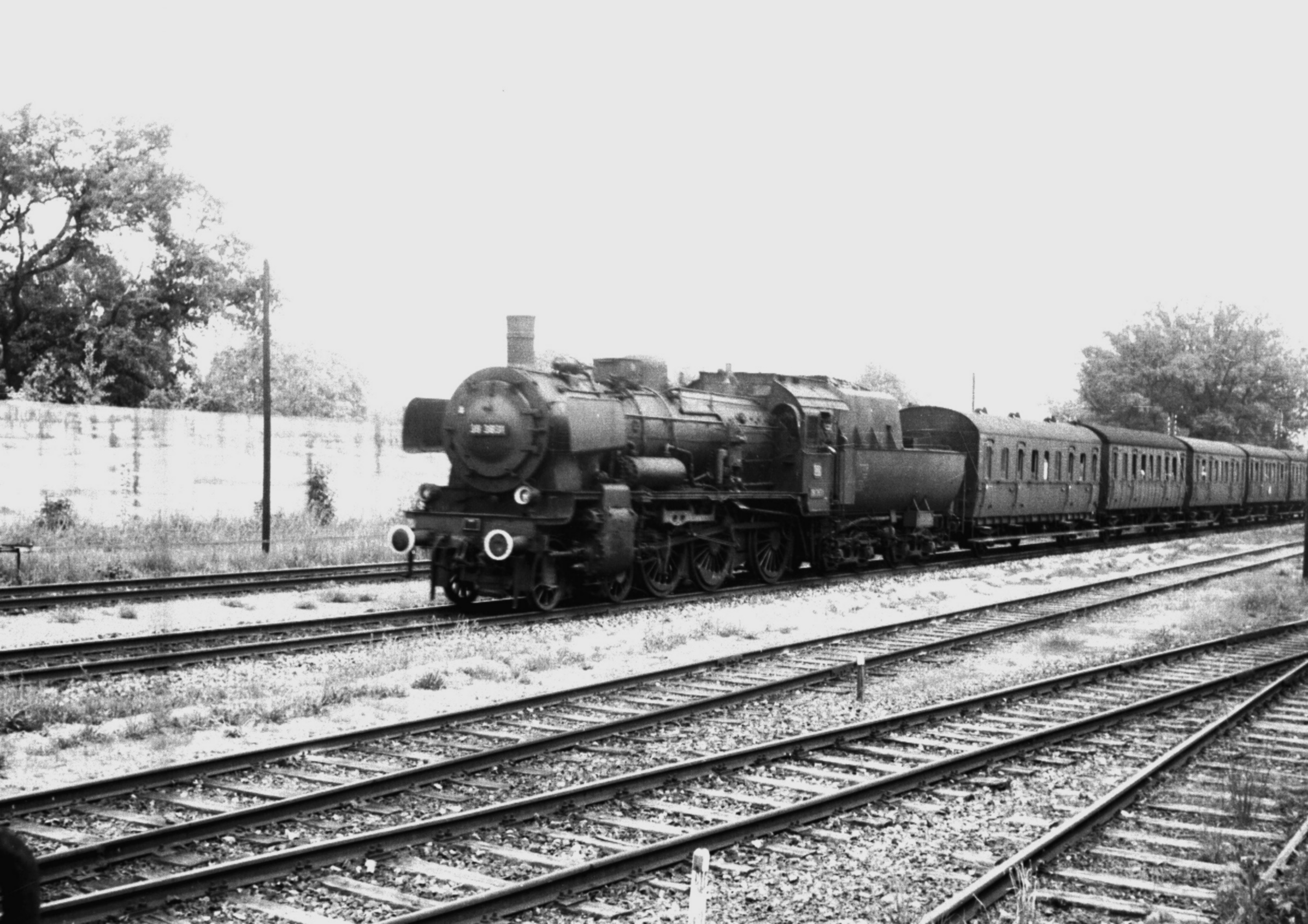
Personenzug der Deutschen Bundesbahn (Rohrenfeld, 1960)

Der Begriff „Personenzug“ wurde als Zuggattungsbezeichnung verwendet, nachdem für bestimmte meist schnellfahrende Züge eigene Gattungsbezeichnungen in Gebrauch kamen. Die Zuggattung „Personenzug“, die damals auch noch S-Bahnen umfasste, wurde von der Deutschen Bundesbahn mit Beginn des Sommerfahrplans am 1. Juni 1969 durch die neue Zuggattung Nahverkehrszug (N) ersetzt. Das „N“ wurde vor der Nummer des Zuges in den veröffentlichten Fahrplänen jedoch weggelassen, wo dort ein „N“ gezeigt wurde, handelte es sich um einen Nahschnellverkehrszug.  Die Deutsche Reichsbahn verwendete den Begriff noch bis Beginn des Winterfahrplans am 27. September 1992.
Eine Sonderform war der Beschleunigte Personenzug, der zur Erhöhung der Reisegeschwindigkeit nur auf ausgewählten Bahnhöfen hielt. Als amtliche Zuggattung (BP) gab es diese Bezeichnung nur von 1922 bis 1928, inoffiziell wurde der Begriff jedoch weiterhin verwendet. Eine weitere Untervariante war der Kurzpersonenzug (Kp) für kurze Wagenzüge.
Heute werden Reisezüge, die an allen Stationen halten, von der Deutschen Bahn AG als Regionalbahn vermarktet. Für vergleichbare Züge, die von anderen Eisenbahnunternehmen gefahren werden, gibt es eine Reihe von weiteren Bezeichnungen.

#### Wagenmaterial
Personenzüge mussten die Grundversorgung für das Transportangebot der Eisenbahnen sicherstellen. So wurden als Personenwagen Wagen eingesetzt, die jedermann ohne Zugangsbeschränkungen benutzen konnte. Bald bildeten sich Spezialisierungen heraus, indem für Post, Gepäck oder Milch eigene Wagen beziehungsweise Abteile eingerichtet wurden. Nach dem Ersten Weltkrieg verblieben die meisten Länderbahnwagen in ihren angestammten Regionen, aber die durch Reparationsleistungen geschwächten Bestände in Süddeutschland und Sachsen wurden durch preußische Abteilwagen verstärkt und die Deutsche Reichsbahn baute mit den Donnerbüchsen neues Wagenmaterial für Personenzüge. Trotzdem wurden immer wieder im gehobenen Reisezugverkehr nicht mehr benötigte Wagen in Personenzüge eingestellt. Nachdem 1928 die vierte Wagenklasse abgeschafft und damit die dritte Klasse zur billigsten wurde, verlagerte sich zunehmend der Fahrkartenverkauf auf die zweite Sitzklasse, so dass nun in dieser Wagenklasse ein Wagenmangel entstand, der durch Neubau und vermehrten Einsatz von Durchgangswagen befriedigt wurde. Außerdem wurden statt der personalintensiven lokomotivbespannten Züge Triebwagen gebaut und übernahmen viele Leistungen. Im Zweiten Weltkrieg waren durch Kriegsschäden viele Verluste an Wagenmaterial zu beklagen und diese wurden notdürftig durch Behelfspersonenwagen ausgeglichen. Noch war in vielen Zügen ein Wagen für die Beförderung von Traglasten eingerichtet. Die Deutsche Bundesbahn wie die Deutsche Reichsbahn mussten mit diesen Fahrzeugen auskommen und durch Umbau auf Basis kriegsbeschädigten Wagenmaterials eilig neues Zugmaterial bereitstellen, bevor sie sich durch Neubau neues moderneres Wagenmaterial beschaffen konnten. Nachdem schon 1941 die ersten Schienenbusse eine kostengünstige Alternative zu lokbespannten Zügen bieten konnten, entwickelte die Industrie ab 1956 diese Fahrzeugart zum Nebenbahnretter.

### Schweiz
Das Schweizerische Kursbuch verwendet die Bezeichnung Regio für Züge, die an allen Stationen halten und beschränkt Anschlüsse abwarten. Im Fahrplan werden Züge mit Halt an allen Stationen mit einem vorangestellten ‹M› gekennzeichnet, die keine Anschlüsse abwarten. Dabei handelt es sich in der Regel um Dienstzüge die zur Benutzung freigegeben sind, z. B. Zufuhr eines Zuges vom Depotstandort zum Knotenbahnhof.

### Tschechien

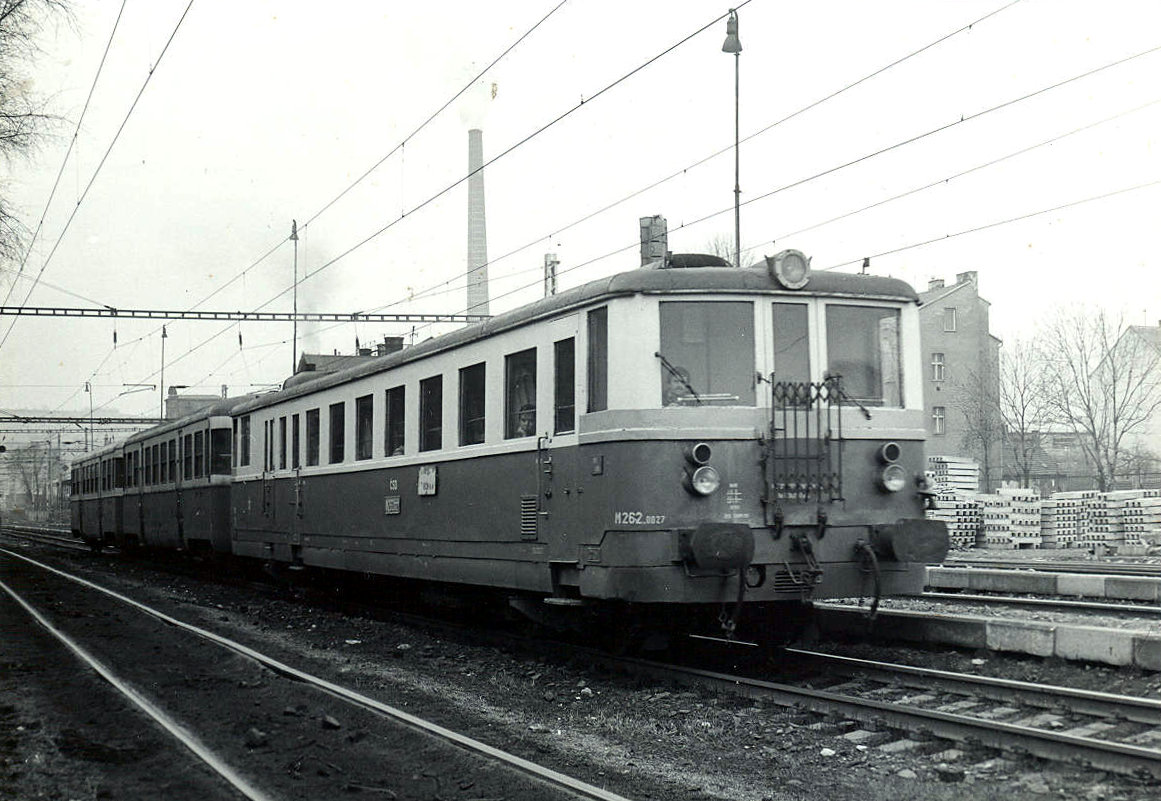
Personenzug in Ústí nad Labem sever (Aussig Nordbahnhof), 1986

In Tschechien existiert die Zuggattung Osobní vlak (wörtlich übersetzt: Personenzug) heute noch. Sie bezeichnet Reisezüge, die gewöhnlich auf allen Unterwegsstationen halten. In den Fahrplänen wird das Kürzel Os verwendet. Mit Triebwagen gebildete Züge erhielten früher das Kürzel MOs für „Motorovy osobní vlak“ (Motorpersonenzug).

### Ungarn
In Ungarn ist die Zuggattung Személyvonat (wörtlich übersetzt: Personenzug) noch allgegenwärtig. Sie bezeichnet ebenfalls Züge, die fast immer an allen Bahnhöfen und Haltepunkten halten. In den Fahrplänen werden die Züge in schwarzer Farbe geführt und mit Sz oder Személy abgekürzt.